# Marina Petrella
Pour les articles homonymes, voir Petrella.
Marina Petrella, née le 24 août 1954 à Rome, est une ancienne terroriste, membre du groupe italien d'extrême gauche des Brigades rouges entre 1976 et 1982.
Condamnée à la réclusion à perpétuité en Italie pour le meurtre d'un policier, elle s'est réfugiée en France. Grâce à la « doctrine Mitterrand », elle a été autorisée à résider dans ce pays où elle vit actuellement depuis les années 1990. Trente ans plus tard, le 28 avril 2021, elle est arrêtée à Paris et attend le déroulement du procès qui va statuer sur son extradition vers l'Italie. 

## Biographie

### Engagement auprès des Brigades rouges et condamnation
Sœur du brigadiste Stefano Petrella, et alors employée comme secrétaire à l'Institut Bruno Buozzi, Marina Petrella rejoint les Brigades rouges (BR) en 1976.
Arrêtée une première fois en 1979 en compagnie de son mari Luigi Novelli, et placée sous contrôle judiciaire dans l'attente de son procès, elle entre dans la clandestinité avec son mari et son frère en 1980, et devient alors membre de la « colonne romaine » des BR, dirigée par Barbara Balzerani.
De nouveau arrêtée en 1982, Marina Petrella effectue six années de détention provisoire (pendant lesquelles elle donne naissance à une fille), puis est remise en liberté sous contrôle judiciaire en 1988.
Le 6 mars 1992, la cour d'assises de Rome la condamne à la prison à perpétuité pour sa participation à des crimes commis entre 1977 et 1982. 
- le 19 juin 1981, avoir assassiné le commissaire de police Sebastiano Vinci[1] et grièvement blessé son chauffeur[2],[3]. Il lui avait été tendu un guet-apens alors que sa voiture était à l’arrêt à un feu rouge[4] ;
- la séquestration d'un magistrat ;
- quatre autres agressions.

Selon le portrait des médias, elle n'a exprimé aucun regret.

### Fuite et asile en France
À la suite de sa condamnation définitive, Marina Petrella fuit l'Italie en 1993.
Elle s'installe alors en France, bénéficiant ainsi de la « doctrine Mitterrand », politique d'asile qui permit à de nombreux ex-terroristes italiens « ayant renoncé à toute violence » de ne pas être extradés vers leur pays d'origine.
En France, elle reprend un cursus universitaire, puis est employée par diverses mairies et associations de la banlieue parisienne comme travailleuse sociale.
En 2002, le gouvernement italien réitère sa demande d'extradition.

### Arrestation en France et polémique franco-italienne
Arrêtée le 21 août 2007 par la Police française, Marina Petrella fut placée sous écrou extraditionnel.
Elle tenta alors de s'opposer à son extradition vers Rome, mais la procédure suivit néanmoins son cours.
En août 2007, des personnalités (dont Monseigneur Gaillot et Jean-Jacques Karman) signèrent une pétition exigeant « la remise en liberté immédiate de Marina Petrella et l’arrêt complet de toutes les procédures d’extradition à son encontre ». Elle reçut également le soutien d'organisations comme la Ligue des Droits de l'homme.
Le 9 juin 2008, le Premier ministre français François Fillon signa le décret d’extradition de Marina Petrella.
Le 8 juillet 2008, Nicolas Sarkozy confirma l'extradition de Marina Petrella. Il indiqua en même temps avoir demandé à la présidence du Conseil italien d'intervenir en faveur de la grâce en raison de l'ancienneté de la condamnation et de l'état de santé de l'intéressée.
L'État italien répondit par un communiqué que le Président de la République italienne est seul habilité à délivrer des grâces et que Marina Petrella est « une personne condamnée à la prison à perpétuité pour de nombreux et très graves crimes de terrorisme et ayant jusqu'à présent échappé à la justice ». Les familles des victimes, les partis politiques italiens (droite et gauche confondues) et les autorités judiciaires estimèrent que les « exilés » doivent rendre des comptes à la justice. 
En raison d'un état de santé précaire dû à une dépression et à une grève de la faim et de la soif, elle fut remise en liberté sous contrôle judiciaire. Elle est alors placée en hôpital psychiatrique à la suite d'un « épisode suicidaire majeur ». Le 12 octobre 2008, Nicolas Sarkozy annonça que la France renonçait à l'extrader vers l'Italie pour « raisons humanitaires. »
Les interventions de l'épouse du président Sarkozy et de sa sœur Valeria Bruni-Tedeschi dans cette affaire ont été critiquées, notamment du fait que c'est Carla Bruni-Sarkozy qui aurait annoncé à l'ex-brigadiste qu'elle ne serait pas extradée, quatre jours avant l'annonce officielle.
De nombreux intellectuels italiens, par exemple Claudio Magris, ont critiqué cette décision comme étant « indigne d'un État de droit ». La décision du président a été perçue en Italie comme un signe de l'arrogance française et elle illustre la différence de perception de l'affaire dans les deux pays. La fille d'un syndicaliste abattu dénonçant ainsi l'image de héros romantiques dont les Brigades rouges bénéficieraient.

### Nouveau procès et avis défavorable à l'extradiction
Marina Petrella est de nouveau arrêtée en France le 28 avril 2021 avec six autres anciens membres des Brigades Rouges, qui avaient obtenu l'asile politique en France, en vertu de la doctrine Mitterrand.
Un certain nombre de personnalités (Valéria Bruni-Tedeschi, Costa-Gavras, Jean-Luc Godard, Édouard Louis, Agnès B., Erri De Luca, les 300 signataires d'une tribune publiée par Le Monde, etc.) s'opposent à son extradition, ainsi que le GISTI et la Ligue des Droits de l'homme[réf. nécessaire].
Le 29 juin 2022, la cour d’appel de Paris donne un avis défavorable à l’expulsion de Marina Petrella et des autres neuf Italiens réclamés par Rome pour des faits de terrorisme remontant aux années de plomb.
Le 28 mars 2023, la Cour de cassation rejette les pourvois formés par le procureur général près la cour d’appel de Paris contre les décisions du 29 juin 2022, considérant que « les motifs adoptés par les juges, qui relèvent de leur appréciation souveraine, sont suffisants ».
L’avis défavorable aux demandes d’extradition est définitif.